# معمودية الأطفال

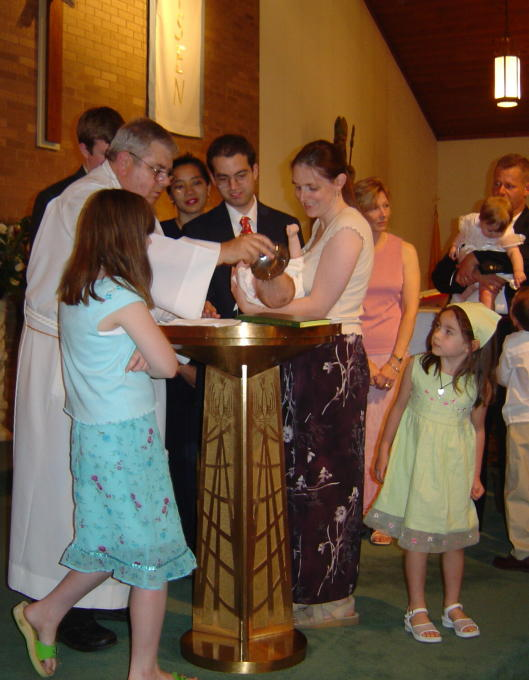
كاهن يسكب الماء على رأس طفل رضيع في كنيسة رومانية كاثوليكية.

معمودية الأطفال هو مصطلح يعني ممارسة تعميد الأطفال الرضع أو الأطفال الصغار. في المناقشات اللاهوتية، اختلفت وجهات نظر المسيحيين حول المعمودية وكان الجدال حول قضيتين: نوع المعمودية ومعمودية الأطفال أو الكبار. حيث دعت بعض الجماعات البروتستانتية خلال عصر الإصلاح البروتستانتي لعدم تعميد الأطفال لأنهم عاجزين عن الالتزام الديني أو على الإيمان بحرية، وطالبت بنفس الوقت بتجديد معمودية البالغين سن الرشد، أي تعميدهم مرة أخرى في حال كانوا معمدين في طفولتهم.
يرجع الكثير من المؤرخين ممارسة معمودية الأطفال في الكنيسة إلى الجيل الثاني من المسيحية. وهذا الأمر أرتكز عليه معظم آباء الكنيسة استناداً إلى نصوص من العهد الجديد التي تتكلم بخصوص معمودية «بيت» بكامله، أي الأسرة كلها. وثبتت لاحقًا ممارسة معمودية الأطفال من قبل البابوات والمجامع الكنسية.
معظم الطوائف المسيحية تمارس معمودية الأطفال. والطوائف المسيحيَّة التي تمارس معمودية الأطفال تشمل الكنيسة الكاثوليكية، والأرثوذكسية الشرقية، والأرثوذكسية المشرقية، والإنجليكانية، واللوثرية، والمشيخية وغيرها من الطوائف المصلحة، والميثودية، والكنيسة المورافية وبعض الناصريين.
بالمقابل يعتبر بعض المسيحيين من البروتستانت مثل الكنيسة المعمدانية وتجديدية العماد والخمسينية أنه لا لزوم لتعميد الأطفال وأنّ الإعتماد للمؤمنين فقط، أي الذين تعدوا مرحلة الطفولة وبلغوا سن الرشد، بحيث يمكن لهم فهم الخلاص والاعتراف بالتوبة بحسب المعتقدات المسيحية. بالرغم من وجود أقليّة ترفض معمودية الأطفال الّا أنّ أغلبية المسيحيين تعتبر معمودية الصغار واجبة ما داموا أطفالاً لمؤمنين. وذلك علامة على الميثاق بين الله وبينهم بحسب المعتقدات المسيحيّة.

## المعارضة العلمانية لمعمودية الأطفال
وفقًا للأستاذة القانونية ورئيسة أيرلندا السابقة ماري ماكاليس، فإن معمودية الأطفال ترقى إلى «العضوية الإجبارية للكنيسة الكاثوليكية»، والتي تنتهك الحقوق الأساسية للأطفال. تقول ماكاليس إن هؤلاء «المجندين الرضع (...) يُقيدون بالتزامات طاعة مدى الحياة» دون فهمهم أو موافقتهم. «يمكن للوالدين أن يرشدوا ويوجهوا [أطفالهم] لكنهم لا يستطيعون إجبارهم، وما فشلت الكنيسة في القيام به هو إدراك أنه يجب أن يكون هناك نقطة يكون فيها شبابنا -كبالغين تم تعميدهم في الكنيسة ونشأوا في الإيمان- لديهم الفرصة ليقولوا» أنا أوافق على هذا«أو» أنا أرفض هذا«. نحن نعيش الآن في أوقات لدينا فيها الحق في حرية الضمير وحرية العقيدة وحرية الرأي، حرية الدين وحرية تغيير الدين. لكن على الكنيسة الكاثوليكية أن تتبنى هذا التفكير بالكامل.»